# 08베이식
"08베이식"은 대한민국의 래퍼 베이식의 노래이다. 쇼미더머니 10 Semi Final 음반의 5번째 수록곡으로 스톤 뮤직 엔터테인먼트를 통해 2021년 11월 27일에 발매되었다.

## 음악 및 가사
<이즘>에 따르면, "'08베이식'은 현재의 베이식이 잘 나가던 2008년의 자신을 돌아보며 힘껏 나를 외친다. '지금 내 기분은 마치 08년도 베이식'. 빽빽하고 날카로운 래핑과 솔직하고 신념 있는 가사가 만나 굉장한 시너지를 냈다."

## 차트
| 차트 (2021)     | 최고 순위 |
| --------------- | --------- |
| 대한민국 (가온) | 22        |

## 리믹스
"08베이식 (Remix)"는 데이토나 엔터테인먼트를 통해 2021년 12월 18일에 발매되었다. 래퍼 365릿, 창모, 크라운제이, 던밀스, 래원, 릴보이, 면도, 폴 블랑코, 산이, 스윙스, 스키니 브라운, 버벌진트, 염따가 피처링으로 참여하였다. 

### 평가
<이즘>에서 5점 만점에 1.5점을 받았다. 박수진 평론가에 따르면, "리믹스 버전은 어느 누구에게도 정확한 화살이 돌아가지 않는다." 또한 "내 잘남을 증명하기 위해 실력 없는 이들을 '돈도 없고 심지어 여자친구 'fuckin' embassed'라고 내리친다거나 내 성공을 말하기 위해 'bootie 큰 애 내 belt에 대고 춤을 추지'라고 뱉는 비유는 이제 더 이상 핫하지 않다."

### 수상 및 후보
| 시상식           | 연도 | 부문                | 결과 | 각주  |
| ---------------- | ---- | ------------------- | ---- | ----- |
| 한국 힙합 어워즈 | 2022 | 올해의 콜라보레이션 | 후보 | [ 3 ] |